# Jean Brouard
Pour les articles homonymes, voir Brouard.
Jean Brouard est un religieux français du XVIe siècle, né à Laval.

## Biographie
On connait peu de choses sur la vie et les œuvres de Jean Brouard. Les seuls détails sont ceux qui sont fournis par La Croix du Maine et par Ansart. Voici la notice d'Ansart, qui est la plus étendue:
Il est vivement sollicité après son ordination de partager la desserte d'une paroisse nombreuse. Son âge et son peu d'expérience lui servirent d'excuse, et lui donnèrent le temps de travailler à se connaître lui-même avant que de se charger de conduire les autres.
Après de nouvelles instances de l'évêque du Mans, il devient prêtre lors des guerres de religion. Il est l'auteur d'un ouvrage intitulé : «Leçon à ceux qui disent: Je ne sais à « quelle religion je dois tenir. ». C'est un abrégé des principales preuves de la religion catholique. La Croix du Maine n'était pas certain qu'il fût imprimé en l584.

## Source
- Barthélemy Hauréau, Histoire litteraire du Maine, volume 1